# 加布里埃爾·馬丁內利
加布里埃尔·特奥多罗·马丁内利·席尔瓦（葡萄牙語：Gabriel Teodoro Martinelli Silva，葡萄牙語發音：[ɡabɾiˈɛw maɾˈtʃĩnɛli]；2001年6月18日—）是一名巴西職業足球員，現時效力英格蘭超級足球聯賽球隊阿仙奴及巴西國家足球隊，司職前锋。
馬丁內利於巴西瓜鲁柳斯出生，起初曾為哥連泰斯的隊上陣，在2015年於伊圖諾開始其職業生涯。於聯賽和巴西聖保羅州聯賽上陣一段時間後，他於2019年以600萬鎊轉會至英格蘭超級足球聯賽球隊阿仙奴。

## 球會生涯
馬丁內利於圣保罗州的瓜魯柳斯出生，於2010年時，他曾代表哥連泰斯的隊上陣。其後，馬丁內利於2015年轉會至伊圖諾，並曾前往曼聯和試訓。

### 阿仙奴
2019年7月2日，馬丁內利轉會至英格蘭超級足球聯賽球隊阿仙奴。因他擁有意大利國籍，馬丁內利無需申請簽證或工作證，即可代表球隊上陣。他於友誼賽對陣科罗拉多急流的比賽中首次上陣並入球，助球隊以3比0勝出 。

#### 2019-20賽季
2019年8月11日，馬丁內利於客勝纽卡斯尔联1比0的聯賽中，於第84分鐘後備入替，首次代表球隊上陣。

#### 2021-22賽季
2021年12月18日，馬丁內利在英超聯賽4-1戰勝里茲聯的比賽中打進了他的第一個英超梅開二度。

#### 2023-23賽季
2023年2月3日，馬丁內利與阿仙奴簽訂了一份新的長期合約，將他與俱樂部綁定至2027年。

## 國家隊生涯
馬丁內利出生於巴西，繼承父親義大利血統。 他擁有巴西及意大利雙重國籍。
2019年5月20日，馬丁內利獲巴西國家足球隊教練迪堤徵召，入選巴西備戰2019年美洲國家盃的訓練。
2021年7月2日，馬丁內利入選巴西23歲以下國家足球隊大名單，參加2020年夏季奧林匹克運動會男子足球比賽。最終贏得金牌。
2022年11月7日，馬丁內利入選2022年國際足協世界盃大名單。

## 生涯統計

### 球會
截至2019年2月4日
| 球會     | 賽季     | 聯賽         | 聯賽 | 聯賽 | 洲際聯賽 | 洲際聯賽 | 盃賽 | 盃賽 | 洲際比賽 | 洲際比賽 | 其他 | 其他 | 總計 | 總計 |
| 球會     | 賽季     | 聯賽         | 出場 | 入球 | 出場     | 入球     | 出場 | 入球 | 出場     | 入球     | 出場 | 入球 | 出場 | 入球 |
| -------- | -------- | ------------ | ---- | ---- | -------- | -------- | ---- | ---- | -------- | -------- | ---- | ---- | ---- | ---- |
| 伊圖諾   | 2018年   | 圣保罗州联赛 | —    | —    | 3        | 0        | —    | —    | —        | —        | 17   | 4    | 20   | 4    |
| 伊圖諾   | 2019年   | 巴丁         | 0    | 0    | 14       | 6        | —    | —    | —        | —        | —    | —    | 14   | 6    |
| 伊圖諾   | 總計     | 總計         | 0    | 0    | 17       | 6        | —    | —    | —        | —        | 17   | 4    | 34   | 10   |
| 生涯總計 | 生涯總計 | 生涯總計     | 0    | 0    | 17       | 6        | 0    | 0    | 0        | 0        | 17   | 4    | 34   | 10   |

1. ↑  於聖保羅州盃（英语：Copa Paulista）出場

## 榮譽

### 球會
阿仙奴
- 英格蘭足總盃冠軍：2019-20賽季[14]
- 英格蘭社區盾冠軍：2023年[15]

### 國家隊
巴西U23
- 奧林匹克運動會足球比賽金牌：2020年

### 個人
- 聖保羅州足球聯賽最佳新人獎：2019年
- 聖保羅州足球聯賽年度鄉村最佳球員：2019年

## 外部連結
- 加布里埃尔·马丁内利于阿森纳官网中的档案（页面存档备份，存于）
- Soccerway資料庫：加布里埃爾·馬丁內利